# Jon Savage

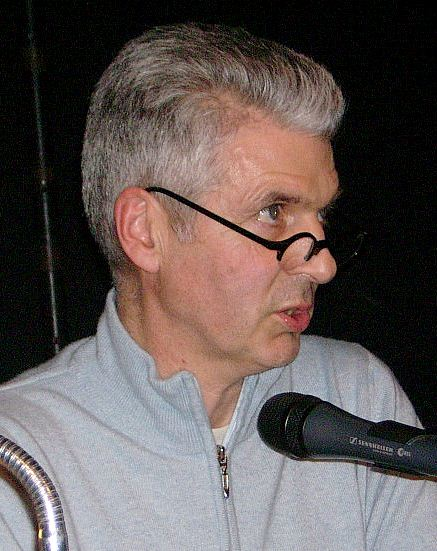
Jon Savage, 2009 auf Lesereise in Deutschland

Jon Savage (eigentlich Jonathon Sage; * 1953 in London) ist ein britischer Pop-Musikjournalist und Publizist. Bekannt wurde er vor allem durch seine vielbeachteten Bücher England’s Dreaming von 1991 (dt. 2001) sowie Teenage von 2007 (dt. 2008).

## Leben und Schaffen
Jonathon „Jon“ Sage wuchs als Sohn eines Kaufmanns in der britischen Hauptstadt London auf. Er absolvierte sein Studium an der Cambridge University. Als 23-Jähriger gab er ein eigenes Punk-Fanzine „London’s Outrage“ heraus. Für die Musikzeitschriften Sounds und New Musical Express war er journalistisch tätig von 1977 bis in die 1980er hinein. Dem Rockmusik-Fachblatt Melody Maker arbeitete er ab 1979 zu. Während der 1980er schrieb Savage regelmäßig als Popmusik-Kritiker für die angesehenen britischen Tageszeitungen The Observer und den New Statesman.
Seinen Durchbruch als Fach-Autor markierte sein Buch England’s Dreaming 1991. Vier Jahre später, 1995, produzierte die BBC einen Dokumentarfilm „Punk and the Pistols“, der auf Savages Buch basierte. 2001 gab es eine überarbeitete Neuauflage. Savage publizierte journalistisch verstärkt im Musikmagazin Mojo und dem The Observer Music Monthly. Zusammen mit Hanif Kureishi hat er 1995 die Popkultur-Enzyklopädie The Faber Book of Pop veröffentlicht. Seine Monographie Time Travel: Pop, Media and Sexuality, 1976-96 erschien ein Jahr später. Darin analysierte er das popkulturelle Geschehen in den beiden Jahrzehnten seit dem Auftauchen der Punk- und New-Wave-Bewegungen.
Sein nächstes, stark beachtetes Buch, das ihm das Etikett „Pophistoriker“ einbrachte, war Teenage: The Creation of Youth Culture, das im Original 2007 erschien, in deutscher Übersetzung ein Jahr später. In jahrelanger Quellenarbeit hat er dafür ihm (sprachlich) zugängliche Archive verschiedener mittel- und westeuropäischer Nationen sowie der USA ausgewertet. Das Echo der Rezensionen auf diese wegbereitende Pionier-Leistung war bemerkenswert und international.
Außer durch seine journalistischen Beiträge, Bücher und Essays ist Savage auch durch etliche sachkundig zusammengestellte pophistorische CD-Kompilationen hervorgetreten.
Jon Savage lebt und arbeitet im nördlichen Wales (2009).

## Veröffentlichungen
- The Kinks: The Official Biography Publisher Faber & Faber Ltd, London 1984, ISBN 978-0-571-13379-6
- England’s Dreaming – Sex Pistols and Punk Rock, Faber & Faber Ltd, 1991, ISBN 978-0-571-13975-0
  - dt.: England’s Dreaming: Anarchie, Sex Pistols, Punk Rock Ed. Tiamat, Berlin 2001; Neuausgabe: Bittermann, Berlin 2003.
- The Faber Book of Pop Faber & Faber Ltd, London 1995 (zusammen mit Hanif Kureishi)
- Time Travel: Pop, Media and Sexuality, 1976-96, Chatto and Windus, 1996, 424 S., ISBN 978-0-7011-6360-0
  - US: Time Travel: From the „Sex Pistols“ to „Nirvana“ - Pop, Media and Sexuality, 1977-96, Vintage New Ed edition, 1997, 424 S., ISBN 978-0-09-958871-9
- Teenage: The Creation of Youth Culture, Viking Books, 2007, ISBN 978-0-670-03837-4
  - dt.: Teenage: die Erfindung der Jugend (1875 - 1945) Campus, Frankfurt am Main 2008. 522 S., ISBN 978-3-593-38514-3
- 1966: The year the decade exploded. London 2015.[7]

### Filmografie
- Joy Division, A Documentary, Regisseur Grant Gee, Drehbuch von Jon Savage (2007).[8]

### Pop-Musikgeschichtliche Kompilationen
- Teenage - The Creation of Youth: 1911-1946 (Trikont, München 2009)
- Dreams Come True – classic wave electro 1982-8799 (Domino Records 2008)
- Queer Noises - From the Closet to the Charts (Trikont 2006)[9]
- Meridian 1970 (Forever Heavenly 2005)
- England’s Dreaming (Trikont 2004)
- Black Hole - Californian Punk 1977-1980 (Domino 2010)
- "Alternative History of Electronica 1978-82" (This compilation 2021)